# Чикала
Чикала (італ. Cicala, сиц. Cecala) — муніципалітет в Італії, у регіоні Калабрія, провінція Катандзаро.
Чикала розташована на відстані близько 470 км на південний схід від Риму, 17 км на північний захід від Катандзаро.
Населення — 971 особа (2014).
Щорічний фестиваль відбувається 25 липня. Покровитель — Святий Яків (San Giacomo maggiore apostolo).

## Демографія
Населення за роками:

Станом на 1 січня 2023 року в муніципалітеті офіційно проживало 14 іноземців з 8 країн, серед них 4 громадяни країн Євросоюзу та 1 громадянин України.

## Сусідні муніципалітети
- Карлополі
- Фоссато-Серральта
- Джимільяно
- Сорбо-Сан-Базіле